# 曹夷伯
曹夷伯（？—前835年），即姬喜，為春秋諸侯國曹國君主之一，是曹國第六任君主。他為曹孝伯兒子，承襲曹孝伯擔任該國君主，在位29年。